# بخش پاسیفیک (ان‌بی‌ای)
بخش پاسیفیک یکی از سه بخش کنفرانس غرب (ان‌بی‌ای) است. این بخش شامل تیم‌های گلدن استیت واریرز، لس آنجلس لیکرز، لس آنجلس کلیپرز، فینیکس سانز و ساکرامانتو کینگز است.
همه تیم‌ها جز فینیکس سانز، در کالیفرنیا قرار دارند.

## تیم‌ها
| شهر        | نام باشگاها       | نام ورزشگاه              |
| ---------- | ----------------- | ------------------------ |
| اوکلند     | گلدن استیت واریرز | چیس سنتر                 |
| لس آنجلس   | لس آنجلس لیکرز    | استیپلز سنتر             |
| لس آنجلس   | لس آنجلس کلیپرز   | استیپلز سنتر             |
| فینیکس     | فینیکس سانز       | تاکینگ استیک ریزورت آرنا |
| ساکرامانتو | ساکرامانتو کینگز  | گلدن ۱ سنتر              |